# Comuna de Tyrawa Wołoska
Tyrawa Wołoska (polaco: Gmina Tyrawa Wołoska) é uma gminy (comuna) na Polónia, na voivodia de Subcarpácia e no condado de Sanocki. A sede do condado é a cidade de Tyrawa Wołoska.
De acordo com os censos de 2004, a comuna tem 1958 habitantes, com uma densidade 28,5 hab/km².

## Área
Estende-se por uma área de 68,6 km², incluindo:
- área agrícola: 36%
- área florestal: 52%

## Demografia
Dados de 30 de Junho 2004:
|                      | Total   | Total | Mulheres | Mulheres | Homens  | Homens |
| -------------------- | ------- | ----- | -------- | -------- | ------- | ------ |
|                      | pessoas | %     | pessoas  | %        | pessoas | %      |
| População            | 1958    | 100   | 942      | 48,1     | 1016    | 51,9   |
| Densidade (pop./km²) | 28,5    | 100   | 13,7     | 13,7     | 14,8    | 14,8   |

De acordo com dados de 2002, o rendimento médio per capita ascendia a 1648,41 zł.

## Subdivisões
- Lachawa
- Hołuczków - Tadeusz Woźniak
- Kreców
- Wola Krecowska
- Siemuszowa - Stanisław Górniak
- Rozpucie - Ryszard Burzyński
- Rakowa - Roman Babina
- Tyrawa Wołoska - Ryszard Kaliniak

## Comunas vizinhas
- Bircza, Lesko, Olszanica, Sanok